# Cornisa Vasca
La Cornisa Vasca (en vasco Euskal erlaitza) es un espacio natural protegido, que se extiende a lo largo de unos diez kilómetros, desde Ciboure, Urrugne hasta Hendaya, en el País Vasco en el departamento de Pirineos Atlánticos .

## Geografía del lugar

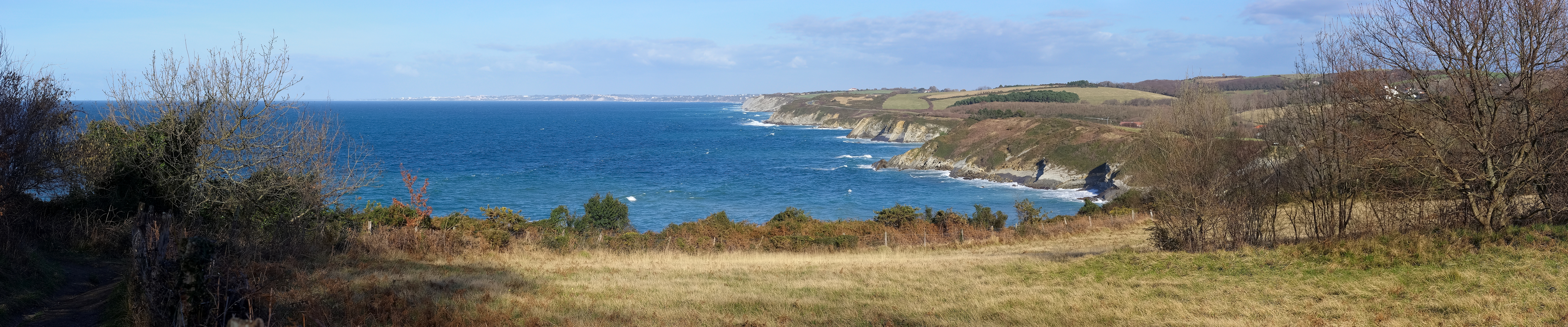
La cornisa vasca de la finca Abbadia

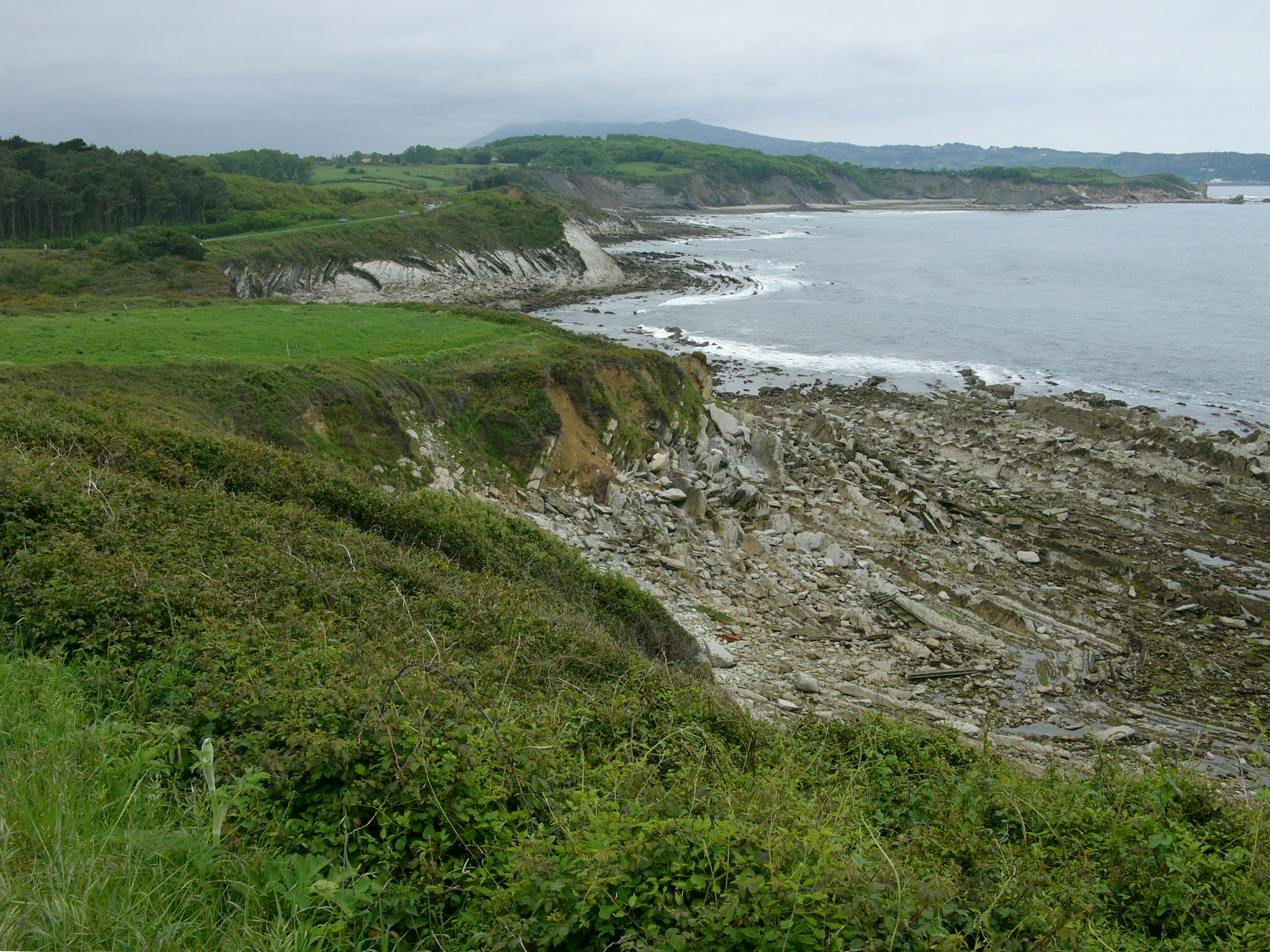
Cornisa vasca desde Ciboure hasta Hendaya.

El sector situado en Hendaya alberga el Domaine d'Abbadia, propiedad del Conservatoire du Littoral. Este espacio natural protegido de 65 hectáreas está cogestionado por el Ayuntamiento de Hendaya y el CPIE Litoral Vasco con la ayuda del departamento de Pirineos Atlánticos. Está abierto todo el año y recibe más de 250.000 visitantes cada año.
Ofrece una gran diversidad de paisajes, atmósferas, ambientes que invitan a tomarse su tiempo. Un camino permite recorrerlo en su totalidad.
Desde 1989, el Domaine d'Abbadia alberga también las colecciones de frutas de los Pirineos Atlánticos. Con una colección de cien variedades de manzanos, cincuenta variedades de cerezos pero también ciruelos, nísperos. El huerto permite al público encontrar estas variedades antiguas a través de exposiciones, cursos de poda o injertos; en otoño, prensado de manzana, embotellado de zumo de manzana y sagarno (sidra vasca).
En la cima del Domaine d'Abbadia se encuentra el castillo de Abbadie. De regreso de sus viajes por Etiopía, el explorador científico vasco-irlandés, Antoine d'Abbadie, recurrió, en 1864, al arquitecto Eugène-E. Viollet-le-Duc para construir su casa. Para la construcción del castillo de Abbadia se inspiraron en fuentes de inspiración que asociaban la Edad Media, la ciencia, la religión, Oriente y Etiopía, componiendo así un auténtico mestizaje artístico».
El Camino de la Costa es un camino peatonal que parte de Bidart y puede llegar hasta España en San Sebastián (Donostia en euskera). Su recorrido sigue en parte los acantilados de la Corniche. A lo largo de unos diez kilómetros, entre la comarca de Socoa y Hendaya, se puede apreciar además de la vista panorámica sobre el océano y sobre las montañas, el patrimonio natural (flora y faunas específicas), las actividades humanas (cría, viñedo, recolección de algas ). El camino también está salpicado de testimonios históricos (Fuerte de Socoa, arquitectura de casas antiguas, presencia de restos de búnkeres de la Segunda Guerra Mundial, etc.).
Por motivos de erosión, el camino costero está actualmente prohibido a todo tráfico peatonal desde la salida de la ciudad de Ciboure hasta el cruce entre la carretera departamental nº 912 y la finca Haizabia, parte este de la ciudad de Hendaya. Un camino alternativo permite disfrutar de una vista panorámica desde la primera línea de colinas con total seguridad antes de incorporarse, a la altura de la Maison de la Corniche – Asporotsttipi, al camino que atraviesa la finca de Abbadia.